# Mercado Ibérico de Eletricidade
O Mercado Ibérico de Electricidade, mais conhecido pelo seu acrónimo MIBEL, é uma iniciativa conjunta dos governos de Portugal e Espanha, visando a constituição de um mercado regional de energia eléctrica na Península Ibérica com interligação às redes transeuropeias e magrebinas de transporte e distribuição de electricidade. O mercado ibérico funciona como uma estrutura regional no contexto do mercado único europeu de electricidade e permite que os consumidores instalados no espaço ibérico adquiram energia em regime de livre concorrência a qualquer produtor ou comercializador que actue em Portugal ou Espanha.

## Objectivos e estrutura
O MIBEL tem como principais objectivos:
- Beneficiar os consumidores de electricidade ibéricos, através do processo de integração dos respectivos sistemas eléctricos;
- Estruturar o funcionamento do mercado com base em princípios da transparência, livre concorrência, objectividade, liquidez, auto-financiamento e auto-organização;
- Favorecer o desenvolvimento de um mercado único de electricidade através da adopção de uma metodologia única e integrada, para toda a Península Ibérica, de definição dos preços de referência da electricidade;
- Permitir a todos os participantes, incluindo os consumidores finais, o livre acesso ao mercado ibérico e internacional, em condições de igualdade de direitos e obrigações, transparência e objectividade;
- Favorecer a eficiência económica das empresas do sector eléctrico dos países ibéricos, promovendo a livre concorrência num mercado único e aberto.

Face aos objectivos acordados aquando das conversações que precederam a criação do MIBEL, o modelo organizativo do mercado ibérico de electricidade orienta-se pelos seguintes princípios:
- Concretização a nível regional do mercado interno europeu de electricidade, sendo o MIBEL, como mercado transnacional, uma contribuição activa de Espanha e Portugal para a realização do mercado único europeu de electricidade previsto nos objectivos traçados pela União Europeia para o sector da energia;[4]
- Promoção de formas de concorrência eficientes, que resultem em benefício de todos os consumidores;
- Aceitação do gradualismo, assumindo que o correcto funcionamento de um mercado grossista de electricidade à escala ibérica não implica a imediata harmonização de todos os aspectos relativos ao sector eléctrico e permitindo que o processo de harmonização possa ser gradual e não necessite de ser completo;
- Simplicidade na arquitectura do mercado, fornecendo uma regulação simples que facilite a compreensão das regras e flexibilize a sua evolução, permitindo adaptar o funcionamento do mercado à evolução da tecnologia e ao comportamento dos agentes do mercado e favorecendo a simplificação legislativa, de acordo com as orientações comunitárias;
- Promoção da transparência como característica fundamental para garantir a justiça das regras e da sua aplicação e a credibilidade do sistema;
- Incentivação sistemático da eficiência, tanto no âmbito da expansão e utilização das redes (monopólios) como nos sectores competitivos (produção e comercialização);
- Promoção da estabilidade como característica indispensável ao desenvolvimento ordenado do mercado e à concretização dos investimentos necessários;
- Garantia da segurança do sistema eléctrico, dotando o mercado de mecanismos de supervisão, alarme e controlo que evitem riscos sistémicos e garantam níveis adequados de segurança de abastecimento e de qualidade de serviço.

A estrutura do MIBEL assenta na existência de um operador único do mercado ibérico de energia designado por OMI, com um polo português (OMIP) e um polo espanhol (OMIE), administrado por duas sociedades gestoras: (1) a OMIP – Operador do Mercado Ibérico (Portugal), SGPS, S.A (OMIP SGPS - holding portuguesa); e (2) a OMEL, Operador del Mercado Ibérico de Energía - Polo Español, S.A., sediado em Madrid.
O OMIP é a bolsa de derivados do MIBEL, assegurando a gestão do mercado conjuntamente com a OMIClear, sociedade constituída e  detida totalmente pelo OMIP, a qual assegura as funções de câmara de compensação e contraparte central das operações realizadas no mercado.
O OMI-Polo Español, S.A. (OMIE), assume a gestão do sistema de ofertas de compra e venda de energia eléctrica no mercado spot de energía eléctrica no âmbito do MIBEL.

## Historial
As conversações luso-espanholas visando a criação de um mercado ibérico de electricidade foram iniciadas em 1998, tendo com esse objectivo sido assinado, em 29 de Julho de 1998, um memorando de entendimento entre o Ministério da Economia português e o Ministério da Indústria e Energia espanhol visando o fortalecimento da cooperação em matéria de energia eléctrica. Seguiram-se diversos estudos e negociações visando a progressiva eliminação de obstáculos ao livre comércio de electricidade na Península Ibérica.
Na sequência dessas acções, as administrações de ambos os países, reconhecendo que a cooperação nessa matéria fora benéfica e frutuosa, decidiram avançar para a criação do mercado ibérico único de electricidade, em linha com as conclusões do Conselho Europeu de Lisboa, realizada a 23 e 24 de Março de 2000. Nesse contexto, o  processo de convergência dos sistemas eléctricos português e espanhol foi formalmente iniciado com a celebração de um Protocolo de colaboração entre as administrações espanhola e portuguesa para a criação do Mercado Ibérico de Electricidade, celebrado em Madrid, a 2 de Novembro de 2001, e assinado pelo lado espanhol por Rodrigo de Rato y Figaredo, ao tempo Vice-Presidente do Governo e Ministro da Economia, e pelo lado português por Luís Braga da Cruz, então Ministro da Economia.
Nesse protocolo, os dois governos estabeleceram as bases necessárias para o início da cooperação entre as diversas entidades com responsabilidades no enquadramento do sector, nomeadamente as administrações públicas, os reguladores e os operadores do mercado da electricidade, tendo em vista a harmonização das condições de participação dos agentes económicos no âmbito do novo mercado único. O protocolo também incluía entre os seus objectivos a convergência dos mercados de gás natural, tendo em conta a necessidade de garantir uma adequada coordenação entre a liberalização dos mercados de electricidade e de gás natural, e o reforço da capacidade de interligação entre as redes eléctricas portuguesa e espanhola, através da melhoria de diversas linhas de transporte de electricidade e a construção de novas interligações. A data estabelecida para a entrada em vigor do mercado ibérico de electricidade foi fixada para 1 de Janeiro de 2003.
Na sequência daquele Protocolo, a XVIII Cimeira Luso-Espanhola, realizada em Valência, em Outubro de 2002, estabeleceu o modelo de organização do MIBEL e as principais metas para a sua concretização, adoptando como estratégia para a construção daquele mercado uma abordagem intermédia regional integrada no processo de integração dos mercados nacionais num mercado único europeu. O modelo acordado assentou na criação de um único Operador de Mercado Ibérico (o OMI), detido em igual percentagem por entidades de ambos os Estados signatários, com dois pólos: (1) o pólo português, ao qual caberia assegurar a gestão dos mercados a prazo; e (2) o pólo espanhol, que asseguraria a gestão do mercado diário e intradiário.
Ainda de acordo com as conclusões da Cimeira Luso-Espanhola de Valência, a operacionalização do MIBEL seguira um modelo de construção faseada, assente em três eixos principais:
- Desenvolvimento de uma estrutura física comum de suporte ao mercado regional ibérico, apoiada no desenvolvimento das infra-estruturas de transporte de electricidade e na articulação da planificação energética e das redes de transporte em alta tensão;
- Criação de um quado legal e regulatório harmonizado, criando as condições jurídicas e económicas que permitissem a participação das empresas de ambos os países no MIBEL num contexto de compatibilização dos procedimentos de operação dos sistemas eléctricos;
- Coordenação das condições económicas de participação no mercado, através da convergência das metodologias de definição das tarifas, dos custos de transição para a concorrência, das condições de acesso às interligações e do grau de abertura dos mercados.

No contexto da XIX Cimeira Luso-Espanhola, realizada na Figueira da Foz, a 8 de Novembro de 2003 as Partes, representadas pelos respectivos Ministros da Economia, assinaram um memorando de entendimento relativo às condições necessárias para o arranque efectivo do Mercado Ibérico de Electricidade e fixaram o calendário para a concretização. Entre essas condições, foi prevista a assinatura de um acordo internacional que enquadrasse a criação do mercado ibérico de electricidade, formalizando pela via do direito internacional público a integração dos sistemas eléctricos de Portugal e Espanha.
Em resultado desse compromisso, foi assinado em Lisboa, a 20 de Janeiro de 2004, o «Acordo entre a República Portuguesa e o Reino de Espanha para a Constituição de um Mercado Ibérico da Energia Eléctrica». Nesse acordo foi estabelecido um programa de integração dos mercados de electricidade ibéricos, como passo essencial na criação de um mercado comum aos dois países, e traçadas as linhas gerais de desenvolvimento do projecto MIBEL nas vertentes legislativo e regulamentar e ao nível das soluções operacionais do mercado. O acordo incluiu o reconhecimento recíproco de agentes no mercado da electricidade, pelo que a concessão do estatuto de produtor, comercializador ou outro, por parte de uma das administrações públicas, implica o reconhecimento automático pela outra administração, conferindo igualdade recíproca de direitos e obrigações a esse agente. Nos termos do acordo, o arranque do MIBEL e o início do funcionamento integrado dos seus dois pólos deveria ocorrer a 20 de Abril de 2004.
O «Acordo para a Constituição de Um Mercado Ibérico da Energia Eléctrica» foi aplicado a título provisório entre as Partes desde 22 de Abril de 2004, não tendo contudo entrado em vigor, pois diversas circunstâncias de carácter político e legal impediram a concretização do projecto.
Tendo falhado a meta de arranque do MIBEL prevista para 20 de Abril de 2004, as Partes decidiram proceder a uma revisão global do projecto de constituição do mercado ibérico da electricidade, o que veio a ser formalizado com a assinatura de um novo acordo internacional no âmbito da XX Cimeira Luso-Espanhola, realizada em Santiago de Compostela. O novo acordo foi assinado em 1 de Outubro de 2004, substituindo integralmente o acordo firmado a 20 de Janeiro de 2004. O texto do novo acordo foi publicado em anexo à Resolução da Assembleia da República n.º 23/2006, de 23 de Março.
Apesar de terem surgido novas dificuldades políticas e legais, em 6 e 26 de Abril de 2006, foram emitidas notas, respetivamente pelo Ministério dos Negócios Estrangeiros da República Portuguesa e pela Embaixada do Reino de Espanha em Lisboa, referindo em ambos Estados terem sido concluídas as respetivas formalidades constitucionais internas de aprovação do Acordo de Santiago de Compostela. Por parte de Portugal, o acordo foi aprovado pelo Decreto do Presidente da República n.º 29/2006, de 5 de Março, e pela Resolução da Assembleia da República n.º 23/2006, de 19 de Janeiro. Nos termos do n.º 1 do artigo 21 do acordo, este entrou em vigor em 10 de Abril de 2006.